# Saalburgpreis
Der Saalburgpreis für Geschichts- und Heimatpflege des Hochtaunuskreises, kurz Saalburgpreis, ist ein seit 1992 vom Kreisausschuss des Kreistages des Hochtaunuskreises vergebener Preis auf dem Gebiet der Geschichts-, Heimat- und Denkmalpflege.
Gewürdigt werden mit diesem Preis Personen oder Institutionen, die sich ehrenamtlich um die Heimatpflege im Hochtaunuskreis verdient gemacht haben. Der Preis besteht aus einer Plakette und einer Urkunde. Der Preis wird im Rahmen des Jahresempfangs des Hochtaunuskreises im Kastell Saalburg vor mittlerweile bis zu über 400 geladenen Gästen überreicht. Seit 1995 wird zusätzlich ein Förderpreis vergeben, den auch junge Forscher erhalten können. Erstmals wurde der Preis am 9. August 1992 durch den damaligen Landrat Jürgen Banzer überreicht.

## Preisträger
- 1992: Reinhard Michel (Oberursel), Martha Kaethner (Weilrod), Geschichtsarbeitsgemeinschaft der Humboldtschule Bad Homburg unter der Leitung von Ulrich Hummel
- 1993: Gerta Walsh (Bad Homburg), Pfarrer Martin Hoffmann (Arnoldshain), Harro Junk (Oberursel)
- 1994: Klaus F. Wagner (Usingen, Herausgeber des Usinger Anzeiger)[2], Eckhard Laufer (Neu-Anspach), Erste Kronberger Laienspielschar
- 1995: Prof. Dr. Eugen Ernst (Neu-Anspach), Dr. Herbert Zimmermann (Friedrichsdorf), Karl Ebighausen (Friedrichsdorf); Förderpreis: Birgitta Hölzel, Claudia Herbertz, Natalie Habl (Christian-Wirth-Schule Usingen, unter Anleitung von Dr. Joachim Bierwirth)
- 1996: Dr. Johanna Koppenhöfer (Wehrheim), Wolfgang Ronner (Kronberg), Manfred Wenzel[3] (Bad Homburg); Förderpreis: Gabriela Schick (Bad Homburg), Christopher Schäfer (Humboldtschule Bad Homburg)
- 1997: Dr. Karl-Friedrich Rittershofer (Oberursel), Hans-Joachim Witzel (Bad Homburg); Förderpreis: Wanda Borsch (Kronberg)
- 1998: Prof. Dr. Barbara Dölemeyer[4] (Bad Homburg), Dr. Gerald P.R. Martin (Mainz)
- 1999: Dr. Joachim Bierwirth (Neu-Anspach); Förderpreis: Projektgruppe „Eisenbahn gestern, heute, morgen“ der Konrad-Lorenz-Schule (Usingen) unter der Leitung von Lydia Wetzel und Ulrich Winkel
- 2000: Ruth Rahmel (Steinbach), Ludwig Becker(Friedrichsdorf); Förderpreis: Olaf Deussen (Kaiserin-Friedrich-Gymnasium Bad Homburg)
- 2001: Ingrid Berg (Glashütten); Förderpreis: Projektgruppe „Bildarchivierung“ (Christian-Wirth-Schule Usingen) unter der Leitung von Bernd Becker
- 2002: Franz Peschl (Friedrichsdorf); Förderpreis: Schulübergreifende Archäologie AG (Kaiserin-Friedrich-Gymnasium, Gesamtschule am Gluckenstein und Humboldtschule Bad Homburg) unter der Leitung von Rüdiger Kurth
- 2003: Prof. Walter Söhnlein (Bad Homburg); Förderpreis: Tobias Grützner, Sven Lang, Andreas Schmidt und Christian Stürznickel (Projektgruppe Geschichtswettbewerb der Humboldtschule Bad Homburg, Tutor Heinz Höhler), Jennifer Mies, Kamilla von Reden und Kathrin Steyer (St. Angela-Schule Königstein), Geschichtsarbeitsgemeinschaft der Maria-Ward-Schule (Bad Homburg, Tutorin Dr. Doris Heidelberger)
- 2004: Museumsgesellschaft Kronberg e.V.; Förderpreis: Wanderführer des Naturparks Hochtaunus
- 2005: Egon Schallmayer (Bad Homburg)
- 2006: Herbert Alsheimer (Kronberg); Förderpreis: Muriel und Corvinus Frank, Saskia Silbermann (Projektgruppe Geschichtswettbewerb der Humboldtschule Bad Homburg, Tutor Ulrich Hummel)
- 2007: Dr. Roland Gerschermann (Bad Homburg); Förderpreis: Gabriele Schlicht (stellvertretend für die „Projektgruppe Trauerhalle“ Grävenwiesbach)
- 2008: Manfred Kopp (Oberursel); Förderpreis: Dr. Cecilia Moneta
- 2009: Kronberger Burgverein e.V.; Förderpreis: Melanie Mendetzki, Lisa Reiling
- 2010: Friedebert Volk (Usingen); Förderpreis: Projektgruppe „Alfred Herrhausen“, Kaiserin-Friedrich-Gymnasium (Bad Homburg)
- 2011: Hermann Groß (Königstein), Dr. Joachim Ziegler (Bad Homburg); Förderpreis: Projektgruppe „200. Geburtstag von Bischof Neumann“, Bischof-Neumann-Schule Königstein
- 2012: Herbert Beck (Bad Homburg); Förderpreis: Humboldtschule Bad Homburg (Jahrgangsstufe 7 und UNESCO-AG) und Altkönigschule Kronberg (UNESCO-AG) für das Verbundprojekt „Weltkulturerbe Limes“
- 2013: Burgverein Königstein e.V.[5]; Förderpreis: zwei Kunst-Leistungskurse des Gymnasiums Oberursel unter Leitung von Inez Wagner zum Projekt „Camp King“
- 2014: Margret Nebo (Bad Homburg), Angelika Rieber[6] (Oberursel); Förderpreis: Projektgruppe „Jüdisch-Christliche Erlebnisse. Rückblick und Neuanfang“ der St. Angela-Schule Königstein
- 2015: Stefan Ohmeis[7] (Bad Homburg); Förderpreis: Projektgruppe „Friedrichsdorf im Ersten Weltkrieg“ unter Leitung von Dr. Erika Dittrich
- 2016: Dr. Konrad Schneider[8] (Eschborn); Förderpreis: Arbeitsgemeinschaft „Stolpersteine für Usingen“[9] der Christian-Wirth-Schule und der Konrad-Lorenz-Schule unter Leitung von Dr. Mirjam Andres und Hannes Schiller
- 2017: Marianne Beckert[10] (Usingen); Förderpreis: Geschichtskreis Motorenfabrik Oberursel e.V.
- 2018: Taunusklub e.V.; Förderpreis: David Oliver Zeyher
- 2019: Beate Großmann-Hofmann und Ulrich C. Cannawurf; Förderpreis: Schülergruppe der Bischof-Neumann-Schule in Königstein: Philipp Cramer, Maximilian Voß, Ruben Voß und ihr Tutor Dominic Dehmel
- 2020/21: Wolfgang Ettig (Schmitten im Taunus-Treisberg); Förderpreis: Kerstin Junk (Weilrod-Neuweilnau)
- 2022: Stefan Ruppert (Oberursel); Förderpreis: Johannes Martin Müller
- 2023: Dr. Walter Mittmann (Bad Homburg); Förderpreis: AG Villa Goldschmidt, Kaiserin-Friedrich-Gymnasium (Bad Homburg)
- 2024: Hanspeter Borsch (Kronberg); Förderpreis:  AG „Wir stolpern – gegen das Vergessen“, Geschichte.Gemeinsam.Gestalten. – Verdun, Feldbergschule (Oberursel)